# Manden med jernmasken (person)
 For alternative betydninger, se Manden med jernmasken. (Se også artikler, som begynder med Manden med jernmasken)
Manden med jernmasken var en person, der blev arresteret i Dunkerque i 1669 og først indsat i Pignerol-fængslet ved Torino. Nogle krypterede breve omtaler måske ham, men uden at identificere ham med sikkerhed (det ord, der måske betyder maske, 330 309, er ikke tydet). Man har gættet på, at fangen skulle være Vivien Labbé, Seigneur de Bulonde, en officer der havde vakt kongens vrede ved at panisk tilbagetog fra Coni under et felttog i Piemonte i 1691. Deres dødsår passer ikke sammen.
I Pignerol-fængslet stod fængselsdirektør Eugene Saint Mars personligt ansvarlig for ham. Han blev forflyttet til andre fængsler og tog fangen med sig. Sådan havnede de begge i Bastillen i 1698, hvor fangen døde den 19. november 1703 efter kort tids sygdom. Han havde siddet indespærret i 34 år, i al den tid maskeret. Hverken kongens personlige repræsentant i Bastillen, løjtnant Etienne du Jonca, eller Saint Mars kendte fangens identitet. Dagen efter sin død blev den ukendte fange begravet under navnet Marchioly.
Alexandre Dumas' roman Manden med jernmasken fra 1847 blev en stor succes og blev filmatiseret flere gange, herunder i 1939 og 1998. I virkeligheden var fangens maske af fløjl med metalkanter, han fik jævnligt nyt tøj, god mad og vin. Han måtte ikke have kontakt med nogen uden for fængslet, og det var ham under dødsstraf forbudt at tage masken af. Før han kom til Bastillen, kradsede han noget ned på en tallerken og smed den ud af vinduet, hvor en fisker samlede den op og gav den til fængselsdirektøren, der spurgte, om fiskeren havde læst, hvad der stod skrevet. Da fiskeren tilstod, at han ikke kunne læse, kaldte direktøren ham en heldig mand, for så kunne han få lov til at leve videre. Voltaire foreslog, 50 år efter den ukendte fanges død, at han var Ludvig 14.s ældre bror, et resultat af en affære mellem dronning Anna og kardinal Mazarin. I så fald havde fangen ret til at gøre krav på Frankrigs trone. En anden teori gik ud på, at fangen var Ludvig 14.s rigtige far. Dronning Anna havde i så fald haft en affære med denne ukendte mand, hvis lighed med sønnen var så stor, at han måtte skjule sit ansigt. I Dumas' roman er fangen Ludvigs tvillingebror. Den teori er baseret på en erindringsbog, angiveligt skrevet af hertugen af Richelieu og udgivet i 1790, men senere afsløret som et falskneri, udført af Richelieus sekretær.
Efter stormen på Bastillen blev arkiverne åbnet, og her var den ukendte fange navngivet som Eustache Dauger. Først i 1920 lykkedes det den franske historiker Maurice Duvivier at spore Eustache Dauger de Cavoye, søn af François de Cavoye, der var kaptajn for kardinal Richelieus musketérkorps. Eustache var født den 30. august 1637 som en af seks brødre, der alle blev soldater. Fire blev dræbt i forskellige slag, men brødrene Eustache og Louis overlevede. Louis var en af Ludvig 14.s mest betroede embedsmænd. I opvæksten omgikkes de kongefamilien, og Maurice Duvivier mener, at deres far kan have været Ludvig 14.s rigtige far. Eustache Dauger kan være holdt indespærret, fordi han vidste, at han var kongens halvbror, og flere gange havde vist sig langt mindre pålidelig og loyal end sin bror Louis. Eustache havde været indblandet i flere skandaler og tvunget til at forlade sin post i hæren. Han kan have gjort et forsøg på pengeafpresning og derfor blevet indespærret, men ikke henrettet, fordi han var kongens slægtning og barndomskammerat. Men da Ludvig 15. blev udspurgt om sagen af hertugen af Choiseul, svarede han: "Hvis De vidste alt om denne sag, ville De forstå, at den er meget lidt interessant."